# Esko Rechardt
Esko Tapani Rechardt (Helsinque, 9 de maio de 1958) é um velejador finlandês, medalhista olímpico. Ele competiu nos Jogos Olímpicos de Verão de 1980 na classe Finn e conquistou a medalha de ouro, tendo totalizado 36.7 pontos no final das sete regatas.
Ele navegou no Martela OF durante a Whitbread Round the World Race de 1989–90. Rechardt tem mestrado em Engenharia e, após sua carreira esportiva, projetou pontes, como a ponte que liga o zoológico Korkeasaari ao continente de Helsinque.